# Babylon Berlin
Babylon Berlin é uma série de televisão neo-noir alemã. É criada, escrita e dirigida por Tom Tykwer, Achim von Borries e Hendrik Handloegten, baseada em romances do autor alemão Volker Kutscher. A série se passa em Berlim durante a República de Weimar, a partir de 1929. Segue-se a vida de Gereon Rath, um inspetor da polícia em Colónia destacado numa missão secreta para desmantelar um anel de extorsão, e Charlotte Ritter, escriturária de dia, melindrosa à noite, que aspira a se tornar inspetora de polícia.
A série estreou em 13 de outubro de 2017 na Sky 1, um canal de entretenimento em alemão transmitido pela Sky Deutschland. O primeiro lançamento consistiu em uma execução contínua de dezasseis episódios, com os oito primeiros oficialmente conhecidos como Temporada 1 e os oito segundos conhecidos como Temporada 2. A Netflix lançou as duas primeiras temporadas nos EUA, Canadá e Austrália. A segunda série de doze episódios, oficialmente conhecida como terceira temporada, estreou em 24 de janeiro de 2020 na Sky 1.